# Google PageSpeed工具集
Google PageSpeed工具集是一组由Google提供的网站性能优化工具集。 Google于2010年的开发者大会上推出。PageSpeed工具集中有四个主要组成部分：PageSpeed模块，又名mod_pagespeed，PageSpeed Insights、PageSpeed服务及PageSpeed Chrome开发者工具拓展。这四个部分根据Google多年来网页性能的实践识别出网站上的问题并进行自动改进。

## PageSpeed模块
Mod_pagespeed是一个开源的Apache HTTP Server或Nginx网页服务器模块，旨在将选择的过滤器应用于页面及相关资源，如CSS、JavaScript、HTML文件和图像及网页缓存。此模块的最大优点是不需要修改已有内容或工作流，即意味着所有的内部优化及文件修改均在服务端上完成，将修改过的文件直接向用户提供。四十多个过滤器均符合Google网页优化的实践。
由于PageSpeed模块是一款开源库，其通常被来自世界各地的开发者更新并可被任意独立站点托管商或CDN所部署。
安装过程相对简单，可通过两种方法进行：安装软件包或在下列支持的平台上从源代码编译：
- CentOS/Fedora，支持32位与64位系统
- Debian/Ubuntu，支持32位与64位系统